# إقراض مباشر
الإقراض المباشر (بالإنجليزية: Direct lending)‏، هو نوع من أنواع توفير الديون للشركات حيث يقدم المقرضون غير البنوك قروضاً للشركات دون وجود وسطاء مثل بنك الاستثمار، الوسيط، أو شركة الأسهم الخاصة. في الإقراض المباشر، يكون المقترضون عادة مؤسسات السوق المتوسطة أو الصغيرة والمتوسطة، ويُشار إليهم أيضًا بمصطلحات مثل السوق المتوسطة أو الشركات الصغيرة والمتوسطة، بدلاً من الشركات الكبيرة المدرجة في البورصة. وعادةً ما تكون الشركات المقرضة شركات إدارة الأصول، أو شركات إدارة صناديق الديون الخاصة. تستخدم صناديق الإقراض المباشر الرافعة المالية، ولكن عمومًا بنسبة أقل من البنوك أو صناديق التزامات الديون المضمونة (CDO/CLO).
الديون الخاصة تركز أساساً على الاستثمار في أعلى هرم الهيكل الرأسمالي، وبشكل رئيسي في الديون الأولى الكفيلة والمؤمنة. يقلل الاستثمار في أو بالقرب من أعلى هرم الهيكل الرأسمالي من المخاطر بالمقارنة مع حصة الأسهم. يشمل الإقراض المباشر الديون الكبيرة وديون الوحدة المتغيرة. تُشكل دفعات الفوائد الفصلية تدفق نقدي ثابت طوال فترة الصفقة. نظرًا لأن إجمالي الأصول المملوكة لكل من رأس المال الخاص والائتمان الخاص قد شهد نموًا قويًا من عام 2013 إلى 2023، فإن نسبة الائتمان الخاص ظلت نسبياً ثابتة على مدى العقد الماضي. نمت أصول إدارة الأموال في الائتمان الخاص بمقدار تقريبي أربع مرات خلال العقد الماضي. يمثل مقاييس الائتمان الخاصة بواسطة الإقراض المباشر الذي أظهر أداءً قوياً عبر الدورات الاقتصادية. يشير كالبيرس إلى مؤشر الإقراض المباشر كما هو مُمثل في مؤشر الإقراض المباشر لـ Cliffwater الذي يبلغ حجم السوق في ديسمبر 2022 نحو 263 مليار دولار.
نمت السوق في أهميتها منذ حوالي عام 2009 ردًا على تقليص البنوك لأنشطتها الإقراضية للشركات في الأزمة المالية 2007-2008. وقد قدِّرت حاجة الإقراض المباشر بمبلغ 100 مليار يورو في أوروبا وحدها بين عامي 2013 و2015. ومع ذلك، تشير مصادر أخرى إلى أن مديري الأصول واجهوا صعوبة في العثور على فرص كافية للاستثمار في الإقراض المباشر في عام 2014.
يستشهد مديرو الأصول بالعوائد الأعلى المتاحة من استراتيجيات الإقراض المباشر كسبب رئيسي يجعل الناس يستثمرون في الإقراض المباشر. وتعتبر صناديق التقاعد في الولايات المتحدة من بين المستثمرين الذين يُفترض أنهم قد قاموا بتخصيص استثمارات لاستراتيجيات الإقراض المباشر، خاصة في أوروبا. اتخذت عدة حكومات أوروبية مبادرات لتعزيز الإقراض المباشر للشركات الصغيرة منذ الأزمة المالية. على سبيل المثال، في عام 2012، قدمت حكومة المملكة المتحدة مبادرة لإقراض مبلغ 700 مليون جنيه إسترليني من المال العام للشركات الصغيرة بالتعاون مع مديري الأصول.
تظهر بيانات الولايات المتحدة لعام 2018 أن عوائد أداء صناديق الائتمان الخاصة تساوي أو تفوق مؤشرات القروض المرفوعة الرهن، وعائد السندات العالية، ومؤشرات الشركات الاستثمارية التنموية. تتمتع صناديق الإقراض المباشر ببيتا منخفض نسبيًا مع ألفا إيجابي عند قياسها إلى مؤشرات القروض المرفوعة الرهن/عائد السندات العالية. يُلاحظ انخراط منخفض بين صناديق الإقراض المباشر ومؤشرات القروض المرفوعة الرهن/عائد السندات العالية.
بدأت عدد كبير من شركات إدارة الأصول في إطلاق صناديق للاستثمار في الإقراض المباشر، واستهدفت عدة شركات أمريكية الإقراض المباشر في أوروبا منذ بداية عام 2013 تقريبا.